# 魚柄仁之助
魚柄 仁之助（うおつか じんのすけ（ペンネーム）1956年4月21日 - ）は日本の食生活研究家、エッセイスト、漫画原作者、ペーパーナイフアーティスト。

## 略歴
福岡県北九州市戸畑区に生まれる。実家は大正7年創業の日本料理店。
小学生時代、針金が左目に刺さる事故で左目を失明。中学生時代から独学で自転車・ラジオ・時計の修理、ギターの修理と演奏に熱中する。当時から中古自転車・中古ギターを修理・売買し、中学3年生からはキャバレーのギター演奏のアルバイトも行っていた。
1975年、福岡県立戸畑高校卒業後、宇都宮大学農学部に入学。実家の仕送りには頼らず、ギター弾きや建築現場の養生作業、旅館の配膳アルバイトをしながら1981年に古物商免許を取得し、貯金200万円を元手に宇都宮市でバイク店を開いた（共同経営）。大学は6年で中退。1983年同店を人に譲り、東京都目黒区自由が丘で古道具店「ガレージハウス」を開店（共同経営）。当時、東京山の手は建て替えラッシュで、田園調布等の家から骨董品を回収し販売する商売を行ったという。その後、独立して目黒区祐天寺に中古楽器を主に扱う古道具店「マルクス」を開店、スタジオミュージシャンやチェッカーズのメンバーも来店した。
魚柄は古道具商はバブル時代の季節商売だと考え、二輪店時代乱読していた筒井康隆、池波正太郎、大藪春彦らの文体を研究し文筆業への転身を考えていた。1994年、エッセイ集『秘伝（とっておき）めしたきの術（わざ）』を発表し、食生活研究家として知られるようになった。
古道具店「マルクス」は港区白金に移転し、名前を「隠れ家（かくれや）」に変更し、1998年頃に閉店。
博多弁のユーモラスな文体で、現代社会で失われつつある旧来の食・文化・生活の智恵を紹介する。『うおつか流 台所リストラ術』『ひと月9000円の快適食生活』『冷蔵庫で食品を腐らす日本人』はベストセラーとなった。
現在は東京都目黒区の古民家にて、朝日新聞OGの姉女房（同居人）と暮らす。
「50歳以降は楽隠居」と称し、気ままな著述活動をしている。食生活研究以外にも、節約・エコロジー・骨董品・日本酒・防災・経営コンサルティング・食育・時短テク・男性の家庭参画等、経験と実践に基づいたノウハウと独自の哲学を発表している。テレビ・ラジオなどマスメディアへの出演や、省庁・地方自治体の講演も行っている。

## バックボーン
少年時代の失明を教訓に「毎日が命日」を座右の銘とし、小学生時代映画『大脱走』や入隊していたボーイスカウトでのサバイバル技術に感銘を受け、『自分で何もできない人にはなりたくない』という決意のもとDIYや商売等様々な技術を培ったという。また、魚柄の中学校教師の指導スタイルから影響された、「疑問を感じたら、仮説を立てて実践する」という姿勢を一貫している。

## ペンネーム
酒が好きで、ウォッカとジンに引っ掛けて考案した。著書を出版する以前に「魚柄 仁」（うおつか・じん）と名乗っていたことがある。

## 交遊関係
作家活動や知人関係を通じ、著名人とも交流がある（あった）。
- 立松和平　作家。宇都宮時代に近所であり、ふとしたことをきっかけに知り合った[9]。
- 山岡久乃　女優。医者の友人を通じて知り合い、ホームパーティーをする仲になった[3]。
- 増田明美　元女子マラソン・陸上競技長距離走選手、現スポーツジャーナリスト。増田のラジオ番組にゲスト出演したことを機に親しくなった。
- 藤田紘一郎　東京医科歯科大学教授。カイチュウ博士として知られた。一緒に講演を行ったり、対談を行っていた。

## 著書
- 『秘伝（とっておき）めしたきの術（わざ）』協同図書サービス、1994年5月、ISBN 4-7874-7003-5
- 『うおつか流　台所リストラ術』農山漁村文化協会、1994年6月、ISBN 4-540-94056-2
- 『うおつか流　清貧の食卓』農山漁村文化協会、1994年7月、ISBN 4-540-94057-0
- 『うおつか流　生活リストラ術』農山漁村文化協会、1995年3月、ISBN 4-540-94156-9
- 『魚柄仁之助の料理帖』光文社、1995年9月、ISBN 4-334-00563-2
- 『魚柄仁之助のめしのチカラ』ネスコ、1996年10月、ISBN 4-8903-6932-5
- 『ひと月9000円の快適食生活』飛鳥新社、1997年4月、ISBN 4-87031-277-8
- 『魚柄仁之助の楽膳のすゝめ』マキノ出版、1997年6月、ISBN 4-8376-6035-5
- 『魚柄の料理帖』光文社、1997年11月、ISBN 4-334-72506-6

※『魚柄仁之助の料理帖』を加筆・再編集して文庫化したもの。
- 『魚柄仁之助のもてなし楽膳』マキノ出版、1997年12月、ISBN 4-8376-6040-1
- 『古道具屋さんの経済原論』飛鳥新社、1998年02月、ISBN 4-87031-322-7
- 『うおつか流、食生活かくめい』講談社、1998年06月、ISBN 4-06-269019-5
- 『丸ごと魚柄仁之助』ビブロス、1998年09月、ISBN 4-88271-705-0
- 『誘惑料理』徳間書店、1998年9月、ISBN 4-19-860910-1
- 『食べ暮らしダイエット』文藝春秋、1999年2月、ISBN 4-16-354840-8
- 『月刊うおつか通信』1998年～1999年。個人出版
- 『「笑って死ねる」安全食実践講座』講談社、1999年9月、ISBN 4-06-269085-3

※個人出版した雑誌「月刊うおつか通信」をまとめ書籍化したもの。
- 『一年間10万円つくる、食べる、もてなす365日全記録』講談社、1999年11月、ISBN 4-06-209967-5
- 『今夜の魚、呑む銘酒』毎日新聞社、2000年4月、ISBN 4-620-79146-6
- 『儲け道』メディアファクトリー、2000年11月、ISBN 4-8401-0175-2
- 『元気食、実践マニュアル、155』文藝春秋、2001年1月、ISBN 4-16-766003-2
- 『インゴーでゆこう！』大和出版、2001年4月、ISBN 4-8047-6093-8
- 『裏儲け道』メディアファクトリー、2001年5月、ISBN 4-8401-0297-X
- 『儲かる古道具屋裏話』文藝春秋、2001年10月、ISBN 4-16-766027-X
- 『うおつか流、台所リストラ術、[文庫版]』講談社、2001年11月、ISBN 4-06-256559-5
- 『食べちゃる!!—うおつか指南料理心得』世界文化社、2001年4月、ISBN 4-4180-1507-8
- 『続、今夜の魚、呑む銘酒』毎日新聞社、2001年4月、ISBN 4-620-79177-6
- 『1人前100円、なんで美味いの？』徳間書店、2001年5月、ISBN 4-19-891498-2
- 『作っちゃる!!—うおつか指南世直し料理』世界文化社、2002年1月、ISBN 4-4180-2501-4
- 『うおつか流、ぜい肉リストラ術』講談社、2002年2月、ISBN 4-06-256588-9
- 『大正時代の知恵に学ぶ野菜の食べ方、178種類』飛鳥新社、2002年04月、ISBN 4-87031-503-3
- 『うおつか式、生活哲学入門』講談社、2002年6月、ISBN 4-06-269182-5
- 『うおつか流豊かな時間の使い方—チャンスをつかむ、関係を作る』光文社、2002年10月、ISBN 4-334-78189-6

※『丸ごと魚柄仁之助』の文庫化。
- 『マンガで読む有機野菜の食べ方100』（作画：野口弓子）飛鳥新社、2004年3月、ISBN 4-87031-604-8
- 『うおつか流、台所リハビリ術』飛鳥新社、2005年04月、ISBN 4-87031-669-2
- 『知恵のある・和の家・和の食・和の暮らし』主婦と生活社、2005年05月、ISBN 4-3911-3078-5
- 『熱血！日本酒バカ』　法研、2005年6月、ISBN 4-8795-4571-6
- 『酒育のススメ』家の光協会、2006年5月、ISBN 4-2595-4691-0
- 『うおつか流大人の食育』合同出版、2006年10月、ISBN 4772603794
- 『うおつか流みんなで体験!台所塾』合同出版、2006年12月、ISBN 4772603816
- 『うおつか流あぶないニッポンで安全に暮らすためのヒント100』日貿出版社、2007年3月、ISBN 4817081171
- 『冷蔵庫で食品を腐らす日本人』（朝日新書059）朝日新聞社、2007年8月、ISBN 4022731591
- 『冷蔵庫で食品を腐らせない日本人』大和書房、2008年4月、ISBN 978-4479781820
- 『明るい食品偽装入門』サンガ、2008年9月、ISBN 978-4901679930
- 『食べかた上手だった日本人―よみがえる昭和モダン時代の知恵』岩波書店、2008年10月29日、ISBN 978-4000237796
- 『うおつか家の台所実用ノート― 眼からウロコ！ “ひと月9000円”の快適食生活 ―』ゴマブックス、2009年3月、ISBN 978-4777151196
- 『世渡りの技術―年間生活費50万円は可能だ！―』ソフトバンククリエイティブ、2009年10月、ISBN 978-4797350227
- 『うおつかさん家の ラー油はラー油でも生辣油の本』プレジデント社、2010年9月、ISBN 978-4833419444
- 『食ベ物の声を聴け!』岩波書店、2011年4月8日、ISBN 978-4000237925
- 『捨てずにおいしく食べるための食材食べ切り見切り時手帖 』池田書店、2012年11月、ISBN 978-4262129822
- 『とろみの料理帖』池田書店、2014年2月、ISBN 978-4262130040
- 『おいしいご飯はこう作る』新星出版社、2014年3月、ISBN 978-4405092587
- 『魚柄流 食材保存の知恵』宝島社、2014年8月、ISBN 978-4800230218
- 『魚でつくる絶品つまみ 人生が楽しくなる86の肴と29の銘酒』毎日新聞社、2015年2月、ISBN 978-4620323015
- 『腸を元気にするレシピ109』飛鳥新社、2015年7月、ISBN 978-4864104180
- 『台所に敗戦はなかった―戦前・戦後をつなぐ日本食』青弓社、2015年8月、ISBN 978-4787220615
- 『台所のおぢさん』キノブックス、2015年9月、ISBN 978-4908059216
- 『病気を寄せつけない腸寿食』毎日新聞出版、2015年11月、ISBN 978-4620323404
- 『ひと月9000円の快適食生活 文庫版』飛鳥新社、2015年11月、ISBN 978-4864104463
- 『食のリテラシー』こぶし書房、2017年4月、ISBN 978-4875593287
- 『昭和珍道具図鑑―便利生活への欲望』青弓社、2017年6月、ISBN 978-4787220707
- 『食育のウソとホント 捏造される「和食の伝統」』こぶし書房、2018年9月、ISBN 978-4875593447
- 『刺し身とジンギスカン 捏造と熱望の日本食』青弓社、2019年2月、ISBN 978-4787220813
- 『うおつか流台所リストラ術 ひとりひと月9000円』飛鳥新社、2019年10月、ISBN 978-4864107129  ※『うおつか流台所リストラ術―ひとりひと月9000円』『うおつか流清貧の食卓―からだによければ地球にいい』(農文協)の二冊を再編集・改稿し文庫化。
- 『国民食の履歴書』青弓社、2020年1月、ISBN 978-4787220875
- 『幻の麺料理 再現100品』青弓社、2023年3月、ISBN 978-4787220981
- 『台所に敗戦はなかった―戦前・戦後をつなぐ日本食[文庫版]』筑摩書房、2024年7月、ISBN 978-4480439642

## 漫画（原作）
- 『おかわり飯蔵』　全11巻、小学館、作画：大谷じろう
- 『クックドッポ』　全4巻、小学館、作画：山仲剛太

## ラジオ出演
- 上柳昌彦 ごごばん!内「ハートフルライフ　プレミアムトーク」火曜日レギュラー（2010年6月29日～、ニッポン放送）